# Village lunaire

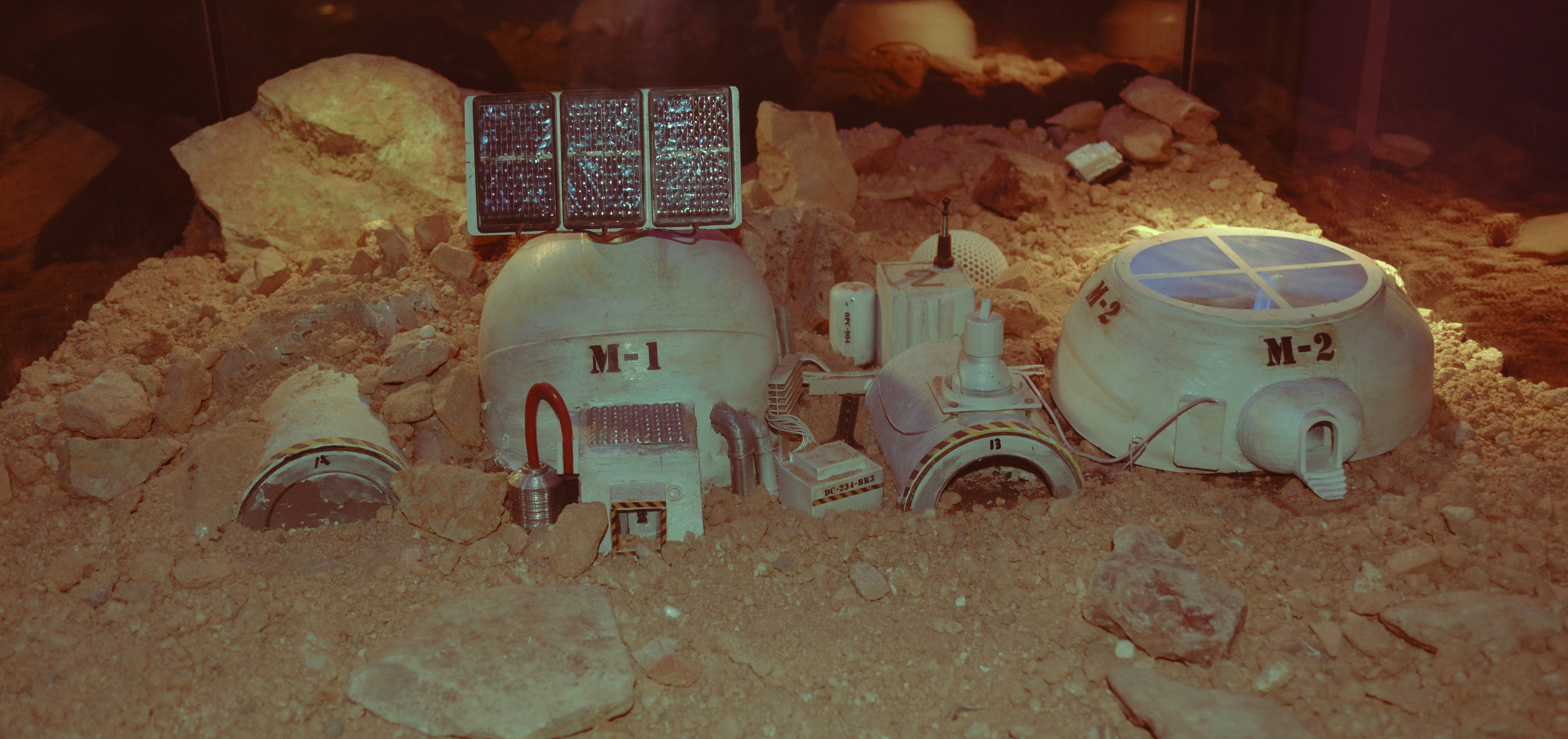
Maquette d'un habitat lunaire présenté en 2016 à l'Euro Space Center.

Le Village lunaire (Moon village) est un concept pour l'instant peu précis de l’Agence Spatiale Européenne (ESA) qui prévoit une station permanente sur la Lune ouverte aux différents États du monde participants, et ceci à l'horizon 2030.

## Concept

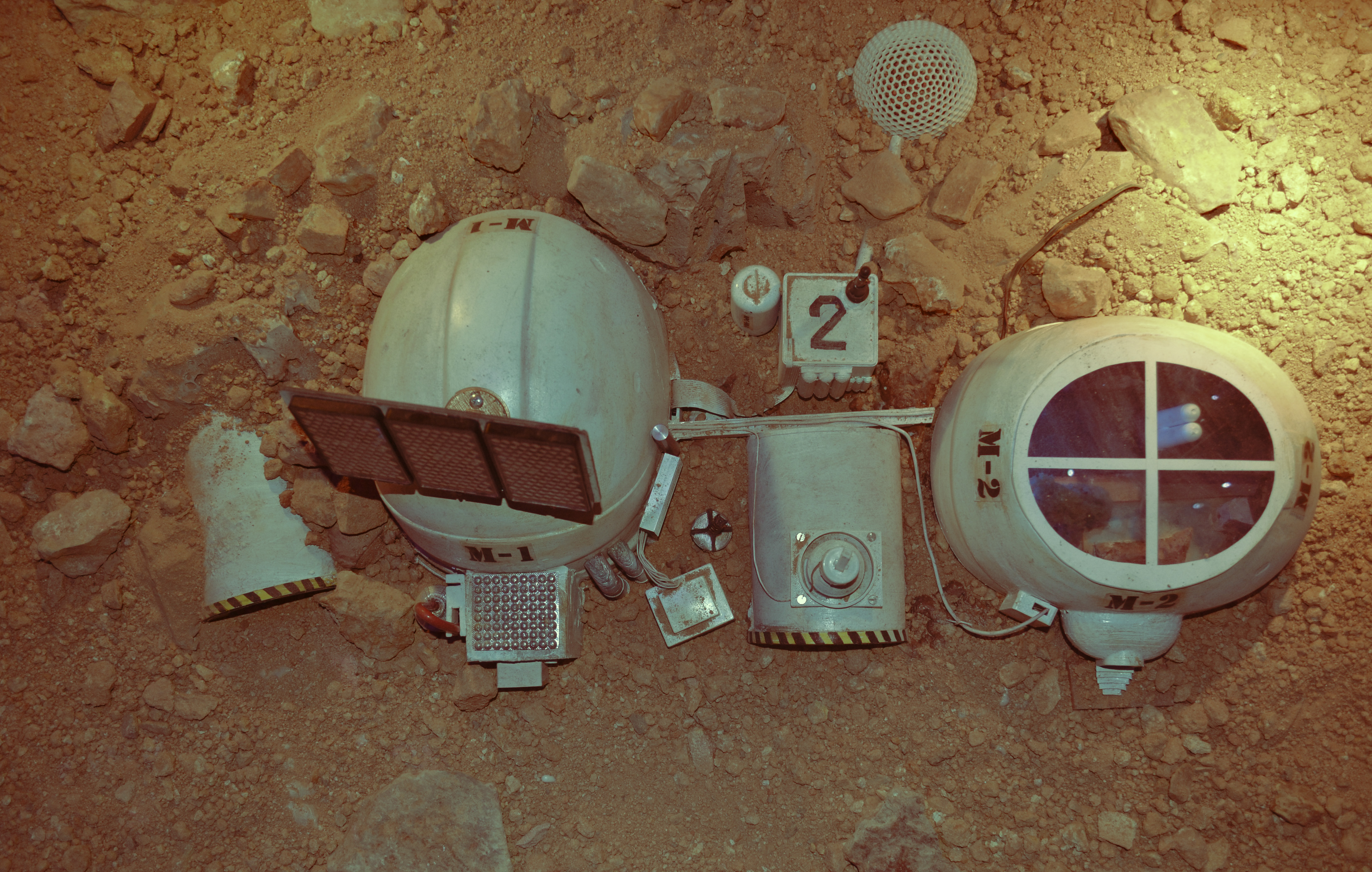
Vue de haut de la maquette.

Le directeur général de l'Agence spatiale européenne, Jan Wörner, déclare en octobre 2015 au 66e Congrès international d'astronautique vouloir construire une base humaine ou robotique permanente sur la Lune à l’aide d’une coopération internationale,,. Wörner confirme cette position en septembre 2016 indiquant avoir reçu des réactions positives à cette proposition.
L’idée fondatrice de cette base lunaire est de permettre aux nations spatiales participantes de continuer à développer un savoir-faire et les techniques pour l’exploration spatiale lointaine et de leur fournir la possibilité d’utiliser un environnement flexible de vie et de travail sur la Lune. Ce village lunaire viendrait à terme remplacer la station spatiale internationale.
La base pourrait être entièrement robotique sans présence humaine. Sans être exclue, cette option n’a pas été particulièrement mise en avant lors de la communication du concept.
Le projet se veut flexible. Le village doit pouvoir abriter différentes activités scientifiques, commerciales ou technologiques.

## Contraintes
La lune est un environnement particulièrement hostile. La surface lunaire est exposée au rayonnement solaire et cosmique, aux micrométéorites et à des températures extrêmes.
La construction d’un village lunaire nécessite un financement assez important à l’image de la station spatiale internationale.

## Construction

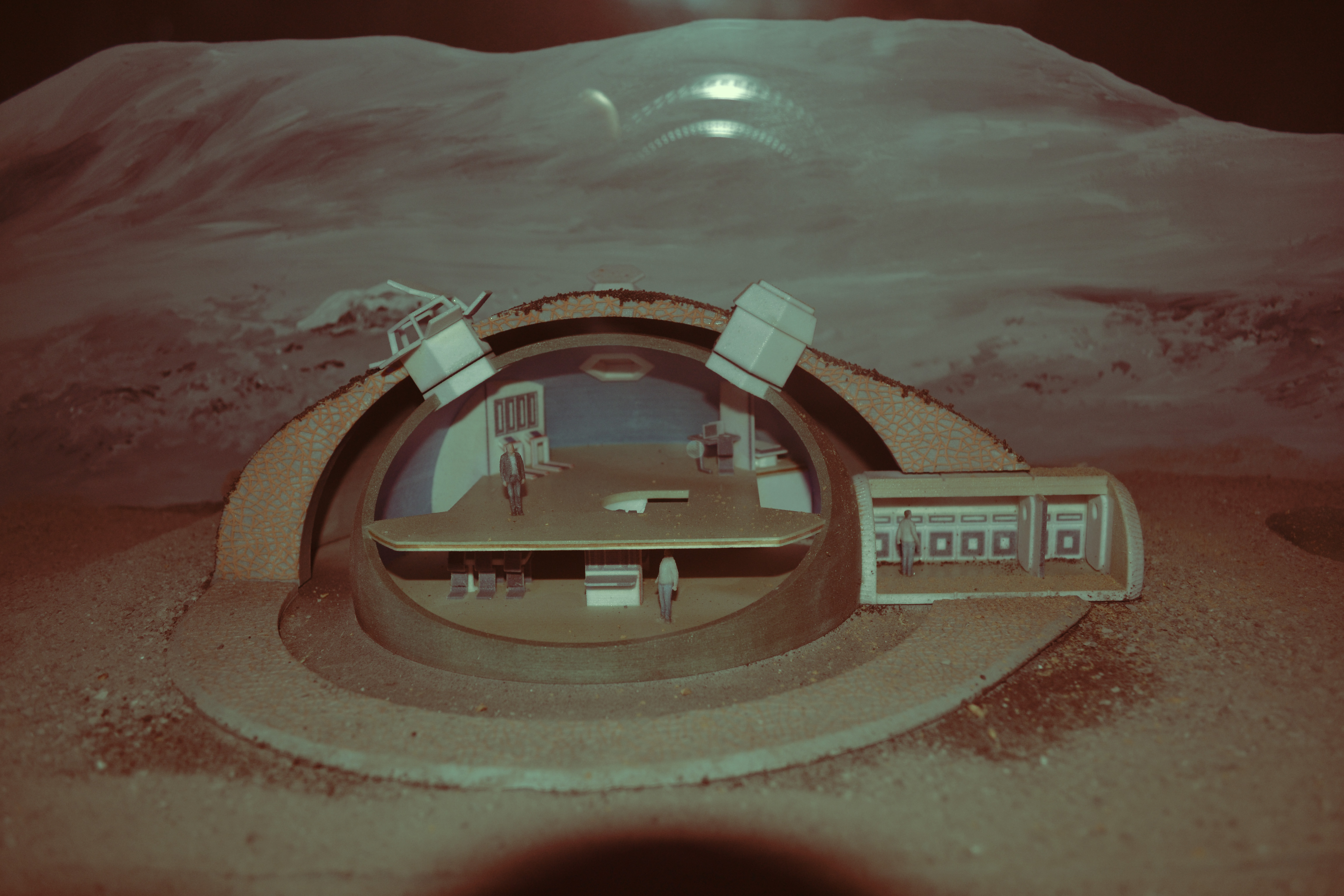
Coupe d'un concept d'habitat lunaire présenté en 2016.

Aidan Cowley, chercheur irlandais de l'ESA, travaille sur une technique d’impression 3D utilisant le sol lunaire pour bâtir des dômes de protection. Le concept prévoit d’envoyer sur la surface de la Lune des dômes gonflables et de les protéger à l’aide de structures imprimées sur place.
Pour Bernard Foing, directeur du Groupe international d'exploration lunaire de l'ESA,  l’utilisation de métaux, minéraux et d'eau sous forme de glace qui se trouvent sur place pourrait rendre possible la construction de cette sorte de village lunaire permanent.

## Justification du projet
Comme nombre de projets spatiaux, les auteurs mettent en avant la coopération internationale qui en résulterait ainsi que l’inspiration des jeunes pour les sciences dures et l’ingénierie.

### Exploration spatiale
Ce projet permettrait de développer de nouvelles techniques d’exploration spatiales. Le directeur général de l'Agence spatiale européenne estime que vingt ans seront nécessaires pour que les technologies indispensables soient fin prêtes. Le village serait un lieu d'expérimentation pour des missions habitées lointaines. Enfin ce projet donnerait une vision à moyen terme pour l’exploration spatiale.

### Radiotélescope
La face cachée de la Lune est à l’abri des émissions radio de la Terre ce qui en fait un site particulièrement intéressant pour l’installation d’un radiotélescope.

### Défense contre les astéroïdes
Un village lunaire pourrait jouer un rôle dans un système de défense hypothétique contre la chute d’astéroïdes sur la Terre.

### Exploration
La face cachée de la Lune ainsi que ses pôles n’ont jamais été explorés par l’hommephysiquement, mais la sonde chinoise Chang'e 4 a aluni sur la face cachée de la Lune en janvier 2019.

### Ressources minières
Le coût de transport depuis la Terre vers l’espace rend l’exploitation des matériaux à la surface de la Lune potentiellement très lucratif. La présence d’eau sur la Lune pourrait permettre de produire par exemple des carburants.

### Tourisme
De même que pour la station spatiale internationale, le développement d’un tourisme à la surface de la Lune est envisagé.
Le projet Space X d'Elon Musk a pour ambition de transporter d'ici 2023 des Hommes aux alentours de la Lune. Ayant été reconnu comme étant le premier passager privée le 17 septembre 2018, Yūsaku Maezawa.
Les informations concernant le prix de la place ont été gardées sous silence par la société d'Elon Musk mais quelques médias évoquent un prix oscillant entre 20 et 35 millions de dollars.

## Réactions
L’administrateur de la NASA, Charlie Bolden a exprimé à Jan Wörner son enthousiasme pour le projet.

## Coopération internationale
La Russie, le Japon et la Chine se sont montrés intéressés par l'idée d'établir une base permanente potentiellement internationale sur la Lune.

## Culture populaire
- Ronan M. Khaat, Endymion 2030, Paris, Librinova 2030, 12 décembre 2019, 125 p. (ISBN 9791026246282)